# Alexandre Baudet-Dulary
Alexandre Baudet-Dulary est un homme politique français né le 6 mai 1792 à Paris et décédé le 29 juin 1878 à Paris.
Médecin à Étampes, il est député de Seine-et-Oise de 1831 à 1834, siégeant à gauche. Proche de Charles Fourier, il se consacre ensuite au développement des idées phalanstériennes. Il participe au projet de phalanstère de Condé-sur-Vesgre.
Il est inhumé au cimetière du Père-Lachaise (86e division).

## Sources
- « Alexandre Baudet-Dulary », dans Adolphe Robert et Gaston Cougny, Dictionnaire des parlementaires français, Edgar Bourloton, 1889-1891 [détail de l’édition]